# Enrico della Bassa Lorena
Enrico di Limburgo o della Bassa Lorena (1059 circa – 1119) fu conte di Limburgo e Arlon dal 1082 alla sua morte e duca della Bassa Lorena (Lotaringia) dal 1101 al 1106.

## Origine
Secondo la Chronica Albrici Monachi Trium Fontium, Enrico era figlio del conte di Limburgo e Conte di Arlon, Valerano I e della moglie, Jutta, come ci viene confermato dalla Genealogica ex Stirpe Sancti Arnulfi descendentium Mettensis, che, sempre secondo la Genealogica ex Stirpe Sancti Arnulfi descendentium Mettensis era figlia del duca della Bassa Lorena (Lotaringia), Federico.
Valerano I di Limburgo, secondo le Gesta Treverorum era figlio di Valerano, conte di Arlon e della moglie, che gli aveva portato in dote il castello di Arlon, Adelaide di Lotaringia, figlia del conte di Bar e duca dell'Alta Lorena (Lotaringia), Teodorico I.
Secondo le Europäische Stammtafeln, vol I, 2229 (non consultate), Enrico sarebbe figlio di Udo di Limburgo e della moglie Giuditta (Jutta) di Salm, figlia di Giselberto, conte di Salm e conte di Lussemburgo.

## Biografia
Ancora secondo le Gesta Treverorum, Enrico aveva sposato, in prime nozze, una nipote di Adelaide di Lotaringia (filii filiam, figlia di Valerano I di Limburgo), quindi avvalorando la tesi che non era il figlio di Valerano I ma il genero); la questione se Enrico era il figlio o il genero di Valerano I è quindi ancora aperta.
Comunque Enrico si trovò a lottare contro l'arcivescovo di Treviri, Egilberto di Ortenburg, per il possesso di territori che la contessa Adelaide aveva donato alla chiesa e che Enrico occupò militarmente. Egilberto ne pretese la restituzione, ma al rifiuto, Enrico venne scomunicato. Egilberto, successivamente, radunato un esercito sconfisse Enrico.
Enrico, dopo la morte di Valrano I, divenne conte di Limburgo, come risulta dal documento nº 388 del Mittelrheinisches Urkundenbuch I, datato 1093, in cui viene citato come duca di Limburgo (Heinricus dux de Lemburg), sottoscrittore del documento di fondazione l'abbazia di Laach ad opera del primo conte palatino del Reno Enrico II di Laach e sua moglie Adelaide di Weimar-Orlamünde, vedova di Adalberto II di Ballenstedt e di Ermanno II di Lotaringia.
In quel periodo, come Vogt dell'abbazia di Sint-Truiden, titolo ereditato dal padre, Enrico ebbe modo di intervenire negli affari interni all'abbazia. L'abate Ermanno, nominato dal vescovo di Metz Poppone di Borgogna, supportato da Goffredo di Buglione ed Enrico, cadde in disgrazia presso l'Imperatore Enrico IV, che trasferì l'abbazia sotto l'autorità del conte Arnoldo di Loon, che forzò Enrico e Goffredo ad abbandonare le pretese sul monastero.
Dopo che molti nobili locali erano partiti per la Prima Crociata, tra cui Goffredo di Buglione, il potere di Enrico in Lotaringia aumentò molto e, secondo l'Annalista Saxo, nel 1101, si ribellò contro l'imperatore Enrico IV. L'imperatore allora intervenne, conquistò e distrusse il castello di Limburg, nel luglio del 1101. Enrico si dovette presentare al cospetto dell'imperatore; Enrico fu costretto a sottomettersi, ma, in compenso gli venne affidato il duca della Bassa Lorena (Lotaringia), dopo che Goffredo di Buglione era morto, a Gerusalemme, in quello stesso mese di luglio.
Egli si dimostrò leale alla causa dell'imperatore; quando, nel 1106, l'imperatore, Enrico IV, riuscì a fuggire dalla prigione dove l'aveva relegato il figlio, Enrico V, Enrico di Limburgo si schierò subito al fianco di Enrico IV, contribuendo alla sua vittoria a Colonia. L'Imperatore morì il 7 agosto 1106, a Liegi, chiedendo al figlio, Enrico V, di perdonare i suoi partigiani; Enrico V, ignorò l'appello del padre; il ducato di Bassa Lorena venne attaccato. Limburg venne catturata ed Enrico venne imprigionato a Hildesheim. Il duca della Bassa Lorena (Lotaringia) venne concesso a Goffredo I di Leuven.
Successivamente Enrico riuscì ad evadere con l'intento di riprendere il possesso di Limburg e della Bassa Lorena. Egli fallì e dovette sottoscrivere una pace con l'imperatore e col duca. Enrico continuò comunque a utilizzare il titolo di "duca di Limburg". Egli aveva aderito inoltre ad alcune rivolte conto Enrico V, combattendo al fianco di Lotario II di Supplimburgo, e vincendo ad Andernach nel 1114 ed a Welfesholz l'11 febbraio 1115.
Enrico morì nel 1119. Gli succedette, come duca di Limburgo, il figlio Valerano.

## Matrimonio e discendenza
Enrico, come ci viene confermato dall'Annalista Saxo, aveva sposato Adelaide di Podenstein (1061 – 1106), che, come ci viene confermato sempre dall'Annalista Saxo, era figlia di Bodo conte di Podenstein (detta anche Botenstein o Pottenstein) e di Giuditta di Schweinfurt, figlia del duca di Svevia Ottone III di Schweinfurt.
Dalla (seconda) moglie, Adelaide di Podenstein, Enrico ebbe cinque figli:
- Valerano[17] (1085 - 1139), conte di Limburgo e Duca della Bassa Lorena (Lotaringia)
- Agnese[17] ( † 1136), che ebbe due mariti
- Adelaide[17] ( † dopo il 1144), che ebbe tre mariti
- Matilde ( † dopo il 1148), che sposò il conte Enrico I di Namur, come viene ricordato negli Actes des Comtes de Namur de la Première Race 946-1196[8]
- Enrico ( † dopo il 1131), citato dalle Notice historique sur l´ancienne abbaye d´Averboden[8]

Ad Enrico viene attribuito anche un figlio illegittimo:
- Simone, Conestabile di Gerusalemme alla fine della Prima Crociata.

### Letteratura storiografica
- Z.N. Brooke, La Germania sotto Enrico IV e Enrico V, in «Storia del mondo medievale», vol. IV, 1999, pp. 422–482